# Grenzflächenmikrofon
Ein Grenzflächenmikrofon, engl.: „boundary layer microphone“ oder „PZM / pressure zone microphone“ (geschützter Name von Crown International), ist eine Sonderbauform von Mikrofonen, bei denen die Gehäuseform die akustischen Eigenschaften maßgeblich bestimmt.

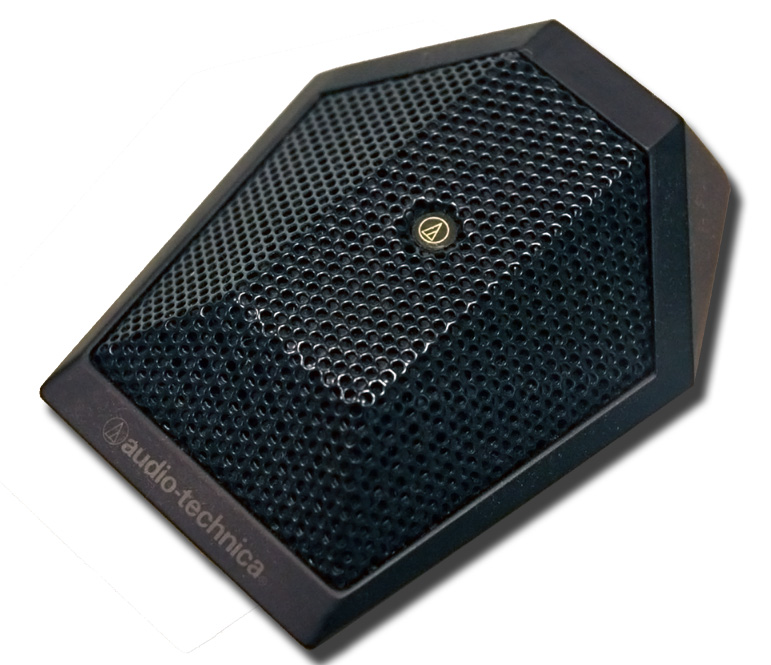
Grenzflächenmikrofon

## Prinzip
Der Mikrofonkörper ist eine Platte, auf der meistens eine Druckmikrofonkapsel bündig eingelassen ist. Die Richtcharakteristik ist damit halbkugelförmig. Die Wandler sind meistens Kondensator- oder Elektretkondensatormikrofone. 
Diese Bauart wurde entwickelt, um die vorteilhaften akustischen Eigenschaften auszunutzen, die an schallreflektierenden Flächen auftreten, ohne das Schallfeld selbst zu beeinträchtigen. Das Mikrofon wird auf eine große schallreflektierende Fläche, z. B. auf den Fußboden, gelegt. Es erhält so den maximalen Schalldruck mit verringerten Raumschallanteilen, was zu einem ausgewogenen Frequenzgang und einem akustisch guten Raumeindruck führt:
- An schallharten Flächen treten keine störenden Reflexionen auf, da diese hier erst entstehen
- In Räumen werden deren Eigenresonanzen von diesem Mikrofon weniger aufgenommen; Durch die Platzierung eines Mikrofons an einer Begrenzungsfläche entstehen keine klangfärbenden Kammfiltereffekte, wie sie innerhalb des Raums auftreten.  Bei sich bewegenden Schallquellen ergeben sich keine Klangfarbenunterschiede.
- Raumsignale R sind gegenüber den Direktsignalen D um 3 dB gedämpft, was eine Bevorzugung des Direktschalls bedeutet.
- Gleicher, ebener Frequenzgang von Direktschall und Raumschall. Dieses ist bei üblichen Druckmikrofonen nicht der Fall. Die Klangfarbe ändert sich weder mit der Entfernung noch mit der Schalleinfallsrichtung.
- Halbkugelförmige frequenzneutrale Richtwirkung.
- Ein 6-dB-Schalldruckpegelgewinn an der Grenzfläche bewirkt eine Verbesserung des Störabstands gegenüber vergleichbaren Kugel-Mikrofonkapseln, die frei aufgestellt sind.
- Aufgrund der Positionierung beeinflusst der Mikrofonkörper das Schallfeld nicht.

Oft wird die spezielle Raumsignal-Dämpfung in Kauf genommen und Grenzflächenmikrofone zur Aufnahme gerade von Raumsignalen eingesetzt. Das hat den Grund, dass Räume damit besser „klingen“, da bei Grenzflächenmikrofonen Eigenresonanzen und Kammfiltereffekte der Raumakustik weniger zum Tragen kommen. Bei einer AB-Stereoanordnung dieser Mikrofone kommt es natürlich weiterhin zu den üblichen Kammfiltereffekten, wenn die Signale gemischt werden oder in Mono abgehört wird.

## Druckstaueffekt und Flächenabhängigkeit
Das Prinzip des Druckstaus wird beim Grenzflächenmikrofon mit Druckmikrofonkapsel durch die akustisch wirksame Fläche bis auf tiefe Frequenzen hin vergrößert. Es kann daher keine unterschiedlichen diffusfeld- und freifeld- entzerrten Grenzflächenmikrofone geben, da die Grenzfrequenz dieser Höhenanhebung mit der Auflagefläche variiert. Der Diffusfeld-Frequenzgang ist hierbei linear auf tiefe Frequenzen hin ausgedehnt. Die Grenzfrequenz, ab der dieser Druckstaueffekt zu Tragen kommt, ist abhängig von der Ausdehnung der schallharten Fläche, auf der das Grenzflächenmikrofon platziert ist. Frühere Angaben von Dickreiter nennen als notwendigen Durchmesser einer kreisförmigen Auflagefläche (d = λ / 2 [m]) für die Grenzfrequenz. In neuen Ausgaben wird dagegen mit d = λ [m] die Frequenz  fc [Hz] angegeben, ab der der maximale Druckstaueffekt mit 6 dB messbar ist.
{\displaystyle d={\frac {c}{f_{c}}}}
bzw.     
{\displaystyle f_{c}={\frac {c}{d}}}
Dabei ist die Schallgeschwindigkeit c = 343 m/s bei 20 °C.
fc =  30 Hz dann muss sein d = 11,43 m

fc = 100 Hz dann muss sein d = 3,43 m

fc = 1000 Hz dann muss sein d = 0,34 m

## Varianten
Bei den ersten Grenzflächenmikrofonen zeigte die Membran zur Grenzfläche; dadurch behinderte der Mikrofonkörper den Schallzutritt. Dieses System wurde patentiert und man „verkaufte“ den verengten Schallzugang als Vorteil, weil dadurch der Druckstau bei hohen Frequenzen unterbunden werde. In Wirklichkeit erscheinen als Artefakte deutlich störende Interferenzen und ein welliger Frequenzgang. Selten werden Grenzflächenmikrofone auch mit einer Druckgradientenmikrofonkapsel realisiert. Die Richtcharakteristik ist dann die einer „liegenden“ Niere.
Mikrofone, die nach dem Grenzflächenprinzip gebaut werden, haben eine nach oben gerichtete Kapsel, die mit der Fläche bündig abschließt. Die Richtcharakteristik ist somit „Halbe Kugel“. Eine weitere Variante sind PZMs deren Kapsel zwar in die Begrenzungsfläche eingelassen sind, deren Richtcharakteristik allerdings „Halbe Niere“ oder „Halbe Superniere“ ist. Die 0 Grad Einsprechrichtung der Kapsel ist bei dieser Variante nicht nach oben gerichtet, sondern liegt entweder fast parallel zur Grenzfläche bzw. 15 bis 20 Grad nach oben. Äußerlich ist dieses durch eine abgeflachte Front zu erkennen (wie auf dem Foto oben rechts), diese Seite wird auf die Schallquelle gerichtet. Vorteil dieser Variante ist die Unterdrückung von Störschall, z. B. der Beschallungsanlage, falls so ein gerichtetes Mikrofon auf einer Bühne eingesetzt wird.